# Kobiety mające kontakty seksualne z kobietami
Kobiety mające kontakty seksualne z kobietami (Kobiety uprawiające seks z kobietami, (WSW) ang. women who have sex with women) — kobiety, które angażują się w czynności seksualne z innymi kobietami, niezależnie od tego, czy identyfikują się jako lesbijki, biseksualistki, panseksualistki, heteroseksualistki, czy też całkowicie rezygnują z identyfikacji seksualnej. Termin WSW jest często używany w literaturze medycznej do opisywania takich kobiet jako grupy do badań klinicznych, bez potrzeby rozważania tożsamości płciowej.

## Zdrowie

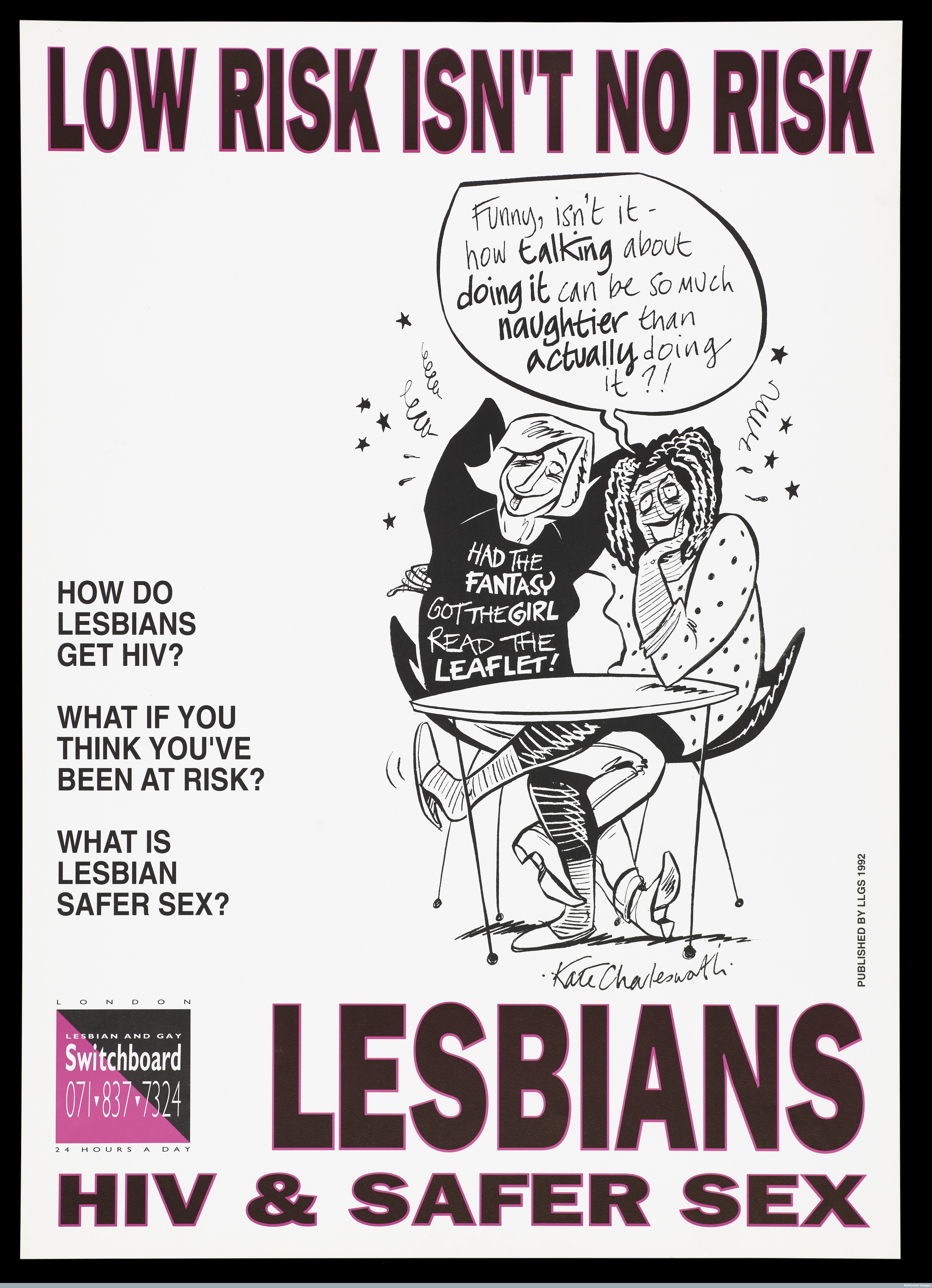
Ogłoszenie „Lesbijki, HIV i bezpieczniejszy seks : niskie ryzyko to nie jest brak ryzyka”

### Fizyczne
W kwestiach medycznych związanych z lesbijskimi praktykami seksualnymi identyfikacja seksualna kobiet, które zasięgają porady specjalisty medycznego, zazwyczaj nie jest poszukiwana ani zgłaszana dobrowolnie, na skutek błędnych wyobrażeń i założeń dotyczących seksualności oraz niechęci niektórych kobiet do ujawnienia ich dokładnej historii seksualnej nawet lekarzowi. Wiele kobiet, które nie uczestniczą w aktywności heteroseksualnej, nie przychodzi do lekarza, ponieważ nie wymagają one stosowania leków antykoncepcyjnych, co dla większości kobiet jest czynnikiem inicjującym konsultacje z ginekologiem, gdy stają się aktywne seksualnie. W rezultacie te kobiety nie poddają się regularnym badaniom przesiewowym z użyciem wymazu z szyjki macicy, ponieważ odczuwają mniejsze ryzyko zakażenia przenoszonego drogą płciową lub wystąpienia nowotworów. Jednym z czynników, który powoduje, że lesbijki zaniedbują badania przesiewowe w Stanach Zjednoczonych, jest brak ubezpieczeń zdrowotnych oferowanych przez pracodawców dla partnerów życiowych tej samej płci.

### Psychiczne
Od czasu, gdy literatura medyczna zaczęła opisywać homoseksualizm, często podchodzono do niego z punktu widzenia, który dążył do znalezienia właściwej psychopatologii jako podstawowej przyczyny. Wiele literatury na temat zdrowia psychicznego i lesbijek koncentrowało się na ich depresji, nadużywaniu substancji i samobójstwach. Chociaż kwestie te istnieją wśród lesbijek, dyskusja na temat ich przyczyn została przesunięta po tym, jak homoseksualizm został usunięty z Podręcznika Diagnostyczno-statystycznego w 1973 roku. Zamiast tego ostracyzm społeczny, dyskryminacja prawna, internalizacja negatywnych stereotypów i ograniczone struktury wsparcia wskazują na czynniki, z jakimi stykają się homoseksualiści w społeczeństwach zachodnich, które często negatywnie wpływają na ich zdrowie psychiczne.